# マイケル・シェンカーズ・テンプル・オブ・ロック
マイケル・シェンカーズ・テンプル・オブ・ロック（Michael Schenker's Temple Of Rock）は、2011年にマイケル・シェンカーを中心に結成されたHR/HMバンドである。

## 来歴
2011年、マイケル・シェンカーのソロ名義でアルバム『テンプル・オブ・ロック』をリリース。その後、このアルバムに参加したメンバーで構成されたバンドで「テンプル・オブ・ロック」ツアーを開始する。このツアーは途中から「テンプル・オブ・ロック・アンド・ラブドライブ・リユニオン」ツアーと改題され、マイケル含め元スコーピオンズのメンバーが3人揃っており、スコーピオンズの楽曲も披露されている。
2013年からはバンド名義で作品を発表している（日本ではマイケル・シェンカー名義）。

## メンバー
- マイケル・シェンカー (Michael Schenker) - ギター（2011年 - ）
- ドゥギー・ホワイト (Doogie White) - ボーカル（2013年 - ）
- ハーマン・ラレベル (Herman Rarebell) - ドラムス（2011年 - ）
- フランシス・ブッフホルツ (Francis Buchholz) - ベース（2013年 - ）
- ウェイン・フィンドレイ (Wayne Findlay) - キーボード、リズム・ギター（2011年 - ）

### ツアー・メンバー
- マイケル・ヴォス (Michael Voss) - ボーカル（2011年 - 2012年）
- エリオット・"ディーン"・ロビンソン (Elliott "Dean" Rubinson) - ベース（2011年 - 2012年）

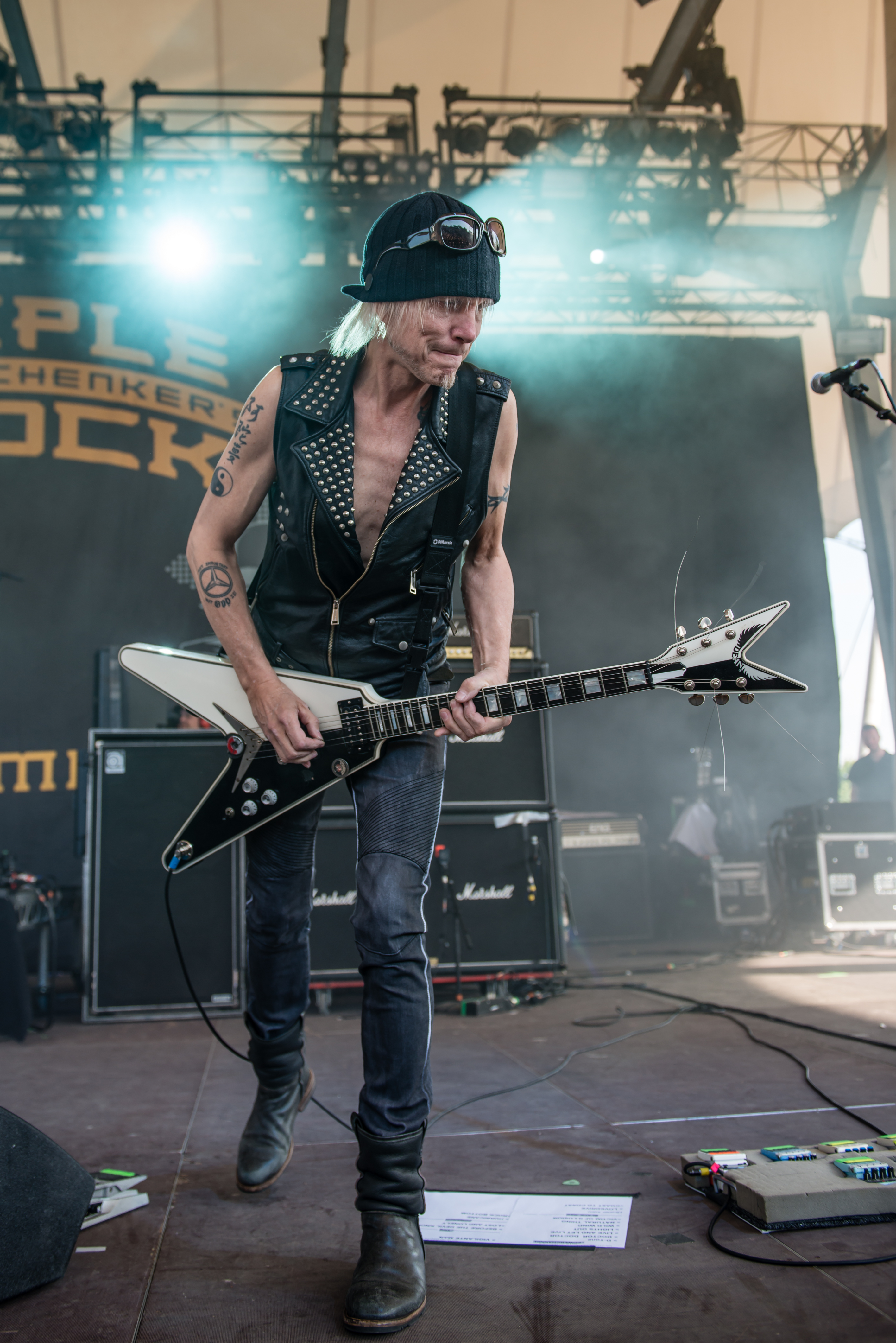
マイケル・シェンカー

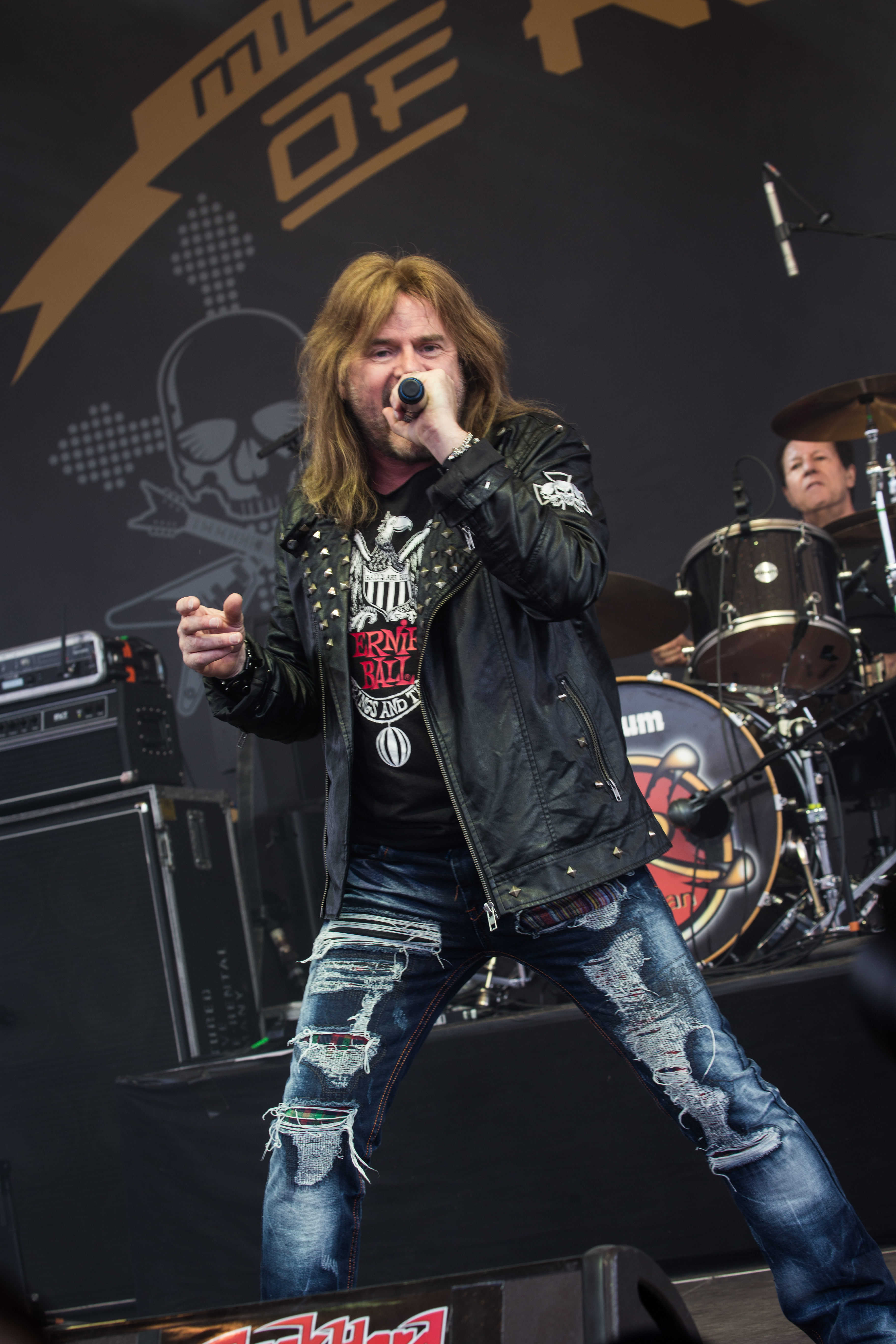
ドゥギー・ホワイト

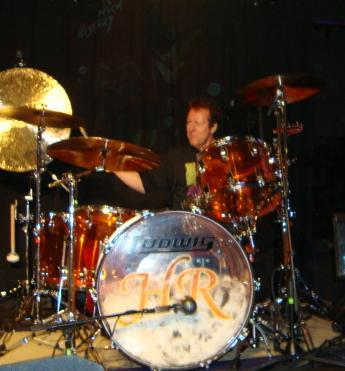
ハーマン・ラレベル

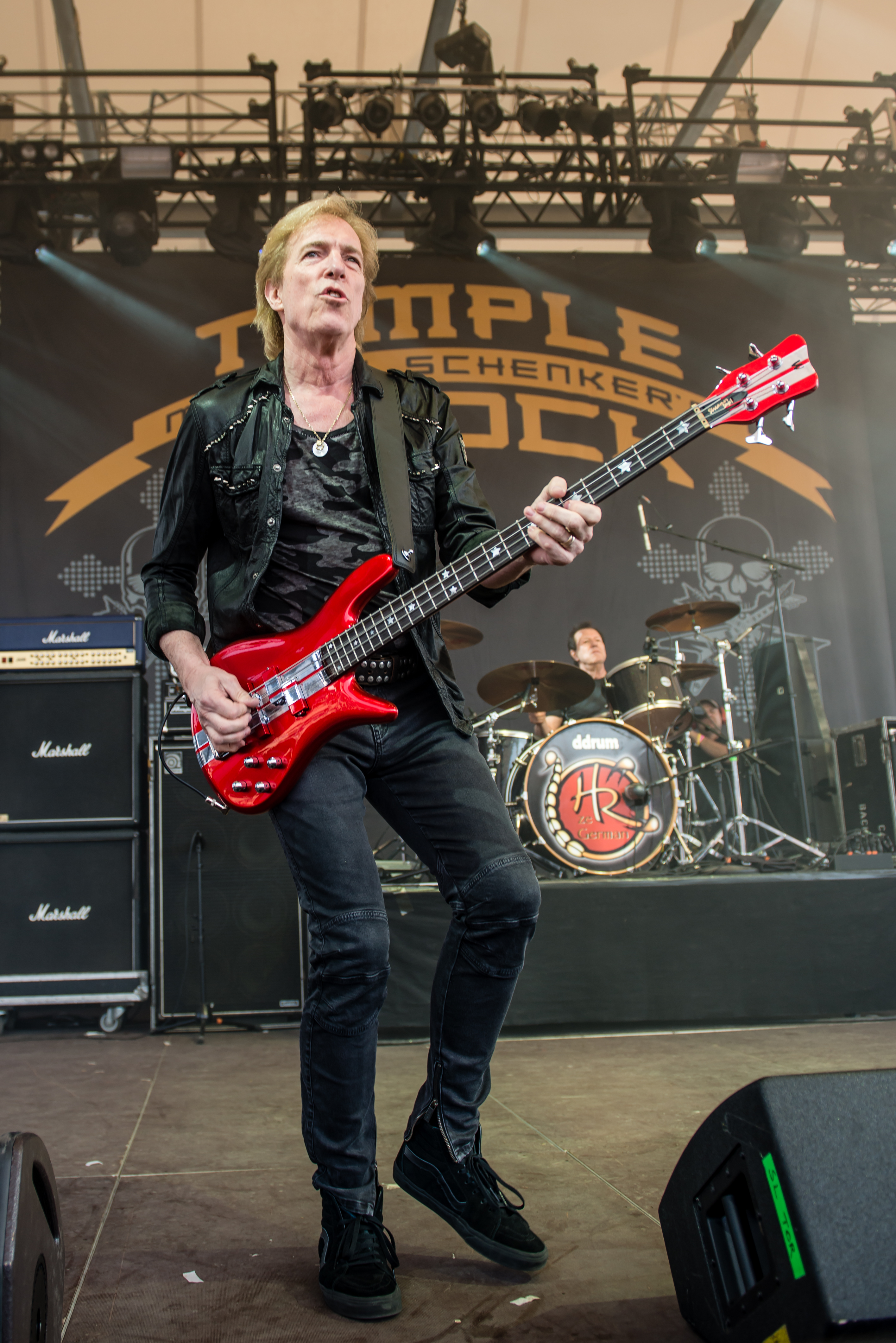
フランシス・ブッフホルツ

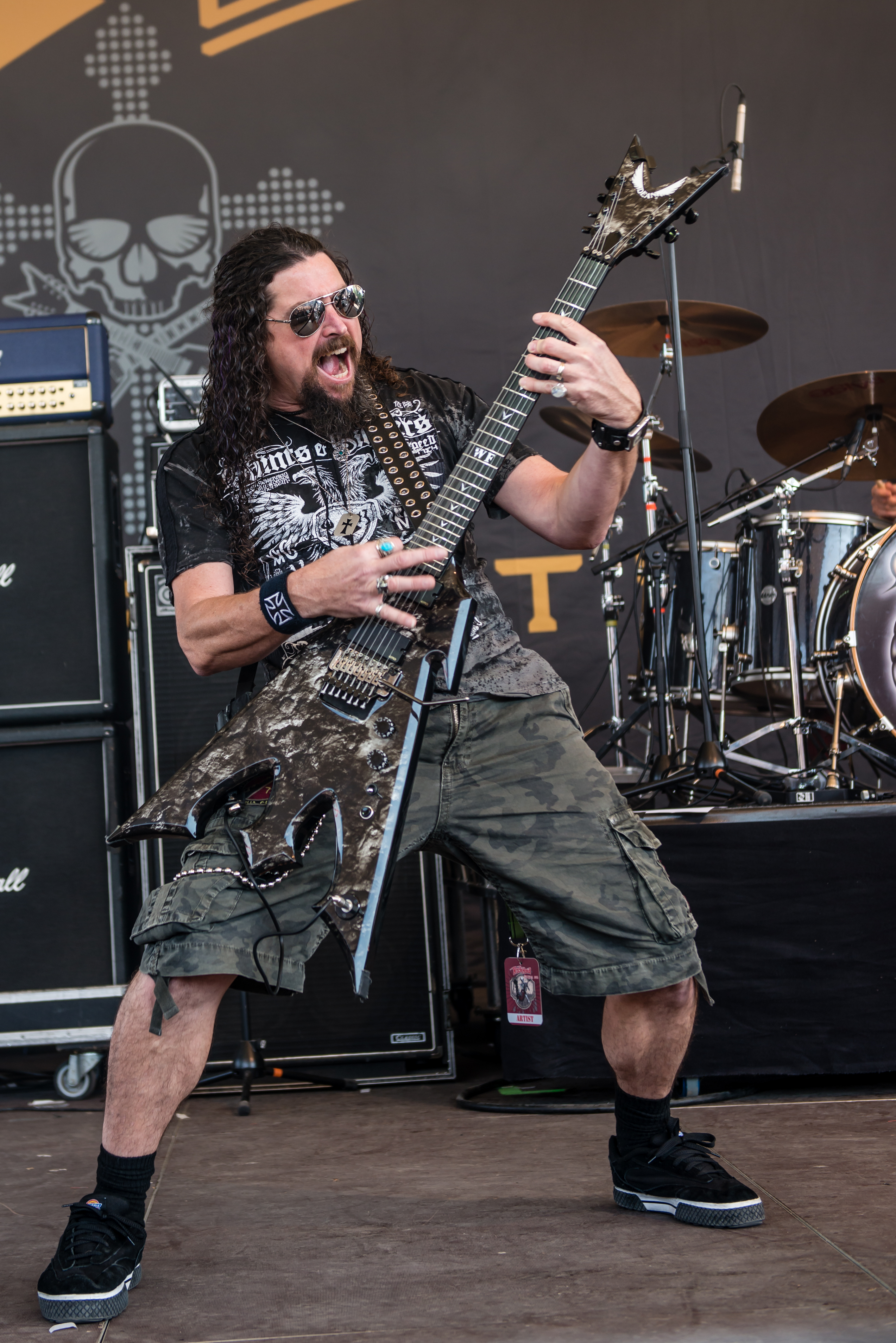
ウェイン・フィンドレイ

|  |  |  |  |  |  |

## ディスコグラフィ
| タイトル                                                                        | リリース日     | レーベル                             | 備考                                  |
| ------------------------------------------------------------------------------- | -------------- | ------------------------------------ | ------------------------------------- |
| テンプル・オブ・ロック Temple of Rock                                           | 2011年9月7日   | ネクサス (キングレコード) in-akustik | マイケル・シェンカー名義              |
| テンプル・オブ・ロック〜ライブ・イン・ヨーロッパ Temple of Rock- Live in Europe | 2013年2月27日  | ネクサス (キングレコード) in-akustik | ライブ。マイケル・シェンカー名義      |
| ブリッジ・ザ・ギャップ Bridge the Gap                                           | 2013年11月13日 | ネクサス (キングレコード) in-akustik |                                       |
| スピリット・オン・ア・ミッション Spirit on a Mission                            | 2015年3月4日   | ネクサス (キングレコード) in-akustik | 初回限定プレス盤と通常盤の2形態で発売 |
| オン・ア・ミッション〜ライヴ・イン・マドリード On a Mission - Live in Madrid    | 2016年4月27日  | ネクサス (キングレコード) in-akustik | ライブ                                |